# تلمبه حسین‌آباد (نوق)
تلمبه حسین‌آباد یک منطقهٔ مسکونی در ایران است که در دهستان بهرمان واقع شده‌است.